# Jack Dalrymple
John Stewart Dalrymple III, dit Jack Dalrymple, né le 16 octobre 1948 à Minneapolis (Minnesota), est un homme d'affaires et homme politique américain. Membre du Parti républicain, il est gouverneur du Dakota du Nord du 7 décembre 2010 au 15 décembre 2016.

## Biographie
Candidat au Sénat des États-Unis à deux reprises (1988 et 1992), Jack Dalrymple est élu à la Chambre des représentants du Dakota du Nord pour le 22e district de 1985 à 2000, date à laquelle devient lieutenant-gouverneur du Dakota du Nord au côté du gouverneur John Hoeven.
À la suite de l'élection de ce dernier au Sénat en 2010, suivie de sa démission, Dalrymple accède à la fonction de gouverneur. Il nomme Drew Wrigley, ancien procureur des États-Unis pour le district du Dakota du Nord (2001-2009), au poste de lieutenant-gouverneur.
Il se présente pour un mandat plein lors des élections de 2012, battant Ryan Taylor, candidat du Parti démocrate et ancien élu au Sénat du Dakota du Nord (2003-2013), par 63,1 % des voix face à 34,3 %. Il ne se représente pas en 2016 et Doug Burgum lui succède.